# Рибницький повіт (Трансністрія)
Рибницький повіт (рум. Județul Râbnița) — адміністративно-територіальна одиниця губернаторства Трансністрія в роки Другої світової війни. Містився на території Придністров'я, Одещини та Вінниччини. Центром повіту була Рибниця.

## Адміністративний устрій
Рибницький повіт складався з міста Рибниця та п'ятьох районів: Бірзульського, Кам'янського, Кодимського, Піщанського і Рибницького.
Керувала повітом префектура на чолі з префектом, у підпорядкуванні якого перебували начальники жандармерії та поліції міських комун. Префект ніс всю відповідальність у ввіреному йому повіті за дотримання законодавства на місцевому рівні. До його обов'язків входили також такі функції: спрямування наказів губернатора до нижчих інстанцій та контроль за відповідними органами управління на підпорядкованій йому території. В управлінні префекту допомагали два субпрефекти, один із яких мав бути місцевим, а головною функцією решти було здійснювати керівництво управлінським апаратом префектури, переглядати і змінювати судові рішення нижчих керівників: преторів і примарів. Районами керували претури, які очолювали претори. Кількість претур у повіті коливалась у межах десяти, від трьох до шістьох, самі ж претури включали у себе комуни. Претори, своєю чергою, керували відділами сільського і лісового господарства, освітнім, технічним, санітарним і ветеринарним, їм також підпорядковувалася волосна поліція, до того ж вони мали у своєму розпорядженні жандармерію. Другою особою після претора був
примпретор, на якого покладалися функції координатора всіх місцевих адміністративних установ, здійснення нагляду за роботою їхніх відділів та контролю за виконанням наказів претора і вищих інстанцій. Претури поділялися на дрібніші адміністративно-територіальні одиниці — комуни, які складалися з кількох десятків населених пунктів У Рибницькому повіті було 5 претур: Бірзульська (яка налічувала 81 комуну), Кам'янська (59 комун), Кодимська (47 комун), Піщанська (46 комун) та Рибницька (57 комун). Оскільки місцевому населенню загарбники не довіряли, то в містах і селах було створено міські та сільські управи (примарії), які очолювали в містах голови, а в селах — старости. Вони й вирішували всі загальні справи місцевого значення. Старости спиралися на допомогу секретаря, нотаря (сільського писаря, який виконував функцію заступника примаря), агронома та інших посадовців, що виконували мало не єдине завдання: запроваджували в життя всі нормативні акти вищих інстанцій на підзвітній голові чи старості території.